# Szlachcińce (przystanek kolejowy)
Szlachcińce (ukr. Шляхтинці, ros. Шляхтинцы) – przystanek kolejowy w miejscowości Szlachcińce, w rejonie tarnopolskim, w obwodzie tarnopolskim, na Ukrainie. Położony jest na linii Szepetówka – Tarnopol.
Przed II wojną światową stacja kolejowa.